# 白俄羅斯民主運動

白紅白旗是白俄罗斯反对派和民主运动的标志，该旗帜最早出现于1918年，当时作为白俄羅斯人民共和國的国旗，后曾于1991至1995年短暂的成为白俄罗斯共和国的官方旗帜。

白俄罗斯民主运动的参与者为白俄罗斯的个人和部分的政治团体。自1988至1991年，部分在苏联当局统治下的民众，试图挑战白俄罗斯苏维埃社会主义共和国的威权体制；苏联解体后，由于亚历山大·卢卡申科成为总统后实施独裁统治，因此自1995年以来，民众将矛头对准了卢卡申科。该运动的支持者呼吁白俄罗斯实行以自由民主制为主的議會制，并落实言论自由、民主和宗教的多元化。